# Lê Công Vinh
Lê Công Vinh (Quỳnh Lưu, 1985. december 10. –) vietnámi válogatott labdarúgó.
A vietnámi válogatott tagjaként részt vett a 2007-es Ázsia-kupán.

## Statisztika
| Vietnámi válogatott | Vietnámi válogatott | Vietnámi válogatott |
| Időszak             | Mérk.               | gól                 |
| ------------------- | ------------------- | ------------------- |
| 2004                | 10                  | 7                   |
| 2005                | 0                   | 0                   |
| 2006                | 3                   | 2                   |
| 2007                | 13                  | 7                   |
| 2008                | 12                  | 5                   |
| 2009                | 3                   | 1                   |
| 2010                | 1                   | 1                   |
| 2011                | 5                   | 7                   |
| 2012                | 7                   | 1                   |
| 2013                | 1                   | 0                   |
| 2014                | 9                   | 8                   |
| 2015                | 5                   | 1                   |
| Összesen            | 69                  | 40                  |